# Zisterzienserinnenkloster Kelbra
Das Zisterzienserinnenkloster Kelbra war von 1251 bis 1551 ein Nonnenkloster der Zisterzienserinnen in Kelbra (Kyffhäuser), Landkreis Mansfeld-Südharz in Sachsen-Anhalt.

## Geschichte
Graf Heinrich III. von Beichlingen-Rothenburg stiftete 1251 das Nonnenkloster in Kelbra (früher auch: Chelbra oder Kälbra). 1525 wurden die Zisterzienserinnen von den aufständischen Bauern unter Führung von Thomas Müntzer verjagt, konnten aber nach dem Ende des Bauernkrieges zurückkehren. Erst 1551 kam es im Zuge der Reformation zur Auflösung des Klosters. Die Klosterkirche St. Georgii wurde nach einem Brand 1607 wieder aufgebaut. Vom alten Kloster sind nur Mauerreste übrig.